# لويسما
بلدية لويسما (بالإسبانية: Luesma) هي بلدية تقع في مقاطعة سرقسطة التابعة لمنطقة أراغون شمال شرق إسبانيا.

## الديموغرافيا
بلغ عدد سكان بلدية لويسما 51 نسمة عام 2011 (وفقاً للمعهد الوطني الإسباني للإحصاء).
| 22 | 23 | 20 | 35 | 38 | 37 | 51 |